# Siège d'Arras (1414)
Pour l’article homonyme, voir Siège d'Arras.
Guerre de Cent Ans
 Guerre civile entre Armagnacs et Bourguignons
Batailles
Le siège d'Arras (1414) est un épisode de la Guerre civile entre Armagnacs et Bourguignons durant la Guerre de Cent Ans, où les forces royales sous Louis de Guyenne assiègent la ville d’Arras, défendue par les Bourguignons sous Jean de Luxembourg et Guillaume de Bonnières. Après six semaines marquées par des maladies et une résistance bourguignonne, le siège est levé le 4 septembre 1414 avec la signature du traité d’Arras.

## Contexte
En 1414, la guerre civile entre Armagnacs et Bourguignons divise la France après l’assassinat de Louis d’Orléans en 1407. Jean sans Peur, duc de Bourgogne, s’oppose aux princes Armagnacs, partisans de Charles VI. Après avoir été contraint de quitter Paris en 1413, Jean sans Peur fortifie Arras, un bastion stratégique. En avril, Louis de Guyenne, dauphin, mène une expédition avec les Armagnacs pour reprendre les terres bourguignonnes, culminant avec le siège d’Arras.

## Déroulement
Le siège débute le 20 juillet 1414, avec une armée royale de 3 000 hommes d’armes et 1 500 archers, commandée par Louis de Guyenne et Arthur de Richemont. Les faubourgs sont rasés et pillés. La garnison bourguignonne, dirigée par Jean II de Luxembourg-Ligny et Guillaume de Bonnières (gouverneur de la ville) avec lui le capitaine d'Arras Philippe de Beaufort, résiste avec une artillerie incluant des canons à main, causant des pertes aux assiégeants. 
Une épidémie de dysenterie, décrite comme une « fièvre putride » par Jacques Despars, frappe l’armée royale, touchant environ 15 % des 40 000 hommes estimés (soit environ 6 000 malades, chiffre potentiellement exagéré). 
À la fin de juillet, les assiégés utilisent des mines et des sorties pour gêner les royaux. Jean sans Peur, absent mais maître d’œuvre de la stratégie, mobilise 4 000 combattants sous le seigneur de Croy Jean Ier de Croÿ et Messire Jehan de Rupellé pour un secours, mais leur avant-garde est défaite après la capture de Jacques et Arthus, frères Loys de Boufsu, coureurs bourguignons pris lors d’une reconnaissance à trois lieues d’Arras.
Malgré une artillerie royale (dont la pièce « la Bourgeoise »), un ingénieur corrompu par les Bourguignons réduit son efficacité.

## L'arrivée des négociateurs
Le 30 août 1414, face aux pertes dues à la dysenterie et à l’impasse militaire, des négociations débutent, menées par la comtesse de Hainaut, le duc de Brabant et des députés flamands au nom de Jean sans Peur. 
Louis de Guyenne, cherchant un équilibre entre Armagnacs et Bourguignons, joue un rôle décisif. Déjà à mi-août, des joûtes offrent une trêve : Jean de Neufchâtel, capitaine d’Arras, défie le comte d’Eu pour un diamant, mais est bloqué au fossé, cédant le prix ; simultanément, le bâtard de Bourbon, jeune chevalier français, commande trois chevaliers contre le sire de Cothebrune, échangeant chevaux et armes après un combat courtois. Ces duels maintiennent un dialogue avant les négociations. 
Pendant ce temps, Jean Leclair, poullailier d’Amiens, livre 12 cappons et 48 poules au chancelier de France dans l’ost royal, tandis que Mille Debery, habitant d’Amiens, distribue 4 livres et 12 sous à 20 pauvres soldats, soutenant l’effort logistique.

## La levée du siège
Le 4 septembre 1414, le traité d’Arras est signé, levant le siège. Jean sans Peur remet les clefs d’Arras, et les Armagnacs ôtent leurs écharpes, symbolisant une réconciliation temporaire. 
Un incendie accidentel dans le camp royal précipite le départ des troupes.

## Conséquences
La trêve est fragile, les tensions persistent, mais Arras reste un symbole de résistance bourguignonne. Les fortifications sont renforcées par la suite.